# Fußball-Weltmeisterschaft 1974/Uruguay
Dieser Artikel behandelt die uruguayische Fußballnationalmannschaft bei der Fußball-Weltmeisterschaft 1974.

## Qualifikation
| Kolumbien | - | Uruguay   | 0:0 |                                         |
| Ecuador   | - | Uruguay   | 1:2 | Estupiñán 35' / Cubilla 41', Morena 74' |
| Uruguay   | - | Kolumbien | 0:1 | Ortiz 71'                               |
| Uruguay   | - | Ecuador   | 4:0 | Morena 4' 27', Cubilla 30', Milar 62'   |

## Uruguayisches Aufgebot
| Nummer / Name | Nummer / Name          | Damaliger Verein     | Geburtstag | Länderspiele |
| Torhüter      | Torhüter               | Torhüter             | Torhüter   | Torhüter     |
| ------------- | ---------------------- | -------------------- | ---------- | ------------ |
| 1             | Ladislao Mazurkiewicz  | Atlético Mineiro     | 14.02.1945 |              |
| 12            | Héctor Santos          | Bella Vista          | 29.10.1944 |              |
| 22            | Gustavo Fernández      | Rentistas            | 16.02.1952 |              |
| Abwehr        |                        |                      |            |              |
| 2             | Baudilio Jáuregui      | River Plate          | 09.07.1945 |              |
| 3             | Juan Carlos Masnik     | Nacional Montevideo  | 02.03.1943 |              |
| 4             | Pablo Forlán           | FC São Paulo         | 14.07.1945 |              |
| 5             | Julio Montero Castillo | FC Granada           | 25.04.1944 |              |
| 6             | Ricardo Pavoni         | Independiente        | 08.07.1943 |              |
| 13            | Gustavo de Simone      | Defensor Sporting    | 23.04.1948 |              |
| 14            | Luis Garisto           | Peñarol Montevideo   | 03.12.1945 |              |
| 15            | Mario González         | Peñarol Montevideo   | 27.05.1950 |              |
| Mittelfeld    |                        |                      |            |              |
| 7             | Luis Cubilla           | Nacional Montevideo  | 28.03.1940 |              |
| 8             | Víctor Espárrago       | FC Sevilla           | 06.10.1944 |              |
| 10            | Pedro Rocha            | FC São Paulo         | 03.12.1942 |              |
| 16            | Alberto Cardaccio      | Danubio FC           | 26.08.1949 |              |
| 17            | Julio César Giménez    | Peñarol Montevideo   | 27.08.1954 |              |
| 18            | Walter Mantegazza      | Nacional Montevideo  | 17.06.1952 |              |
| Angriff       |                        |                      |            |              |
| 9             | Fernando Morena        | Peñarol Montevideo   | 02.02.1952 |              |
| 11            | Rubén Corbo            | Peñarol Montevideo   | 20.01.1952 |              |
| 19            | Denís Milar            | Liverpool Montevideo | 15.06.1952 |              |
| 20            | Ramón Silva            | Peñarol Montevideo   | 30.08.1948 |              |
| 21            | José Gervasio Gómez    | CA Cerro             | 23.10.1949 |              |
| Trainer       |                        |                      |            |              |
|               | Roberto Porta          |                      | 07.07.1913 |              |

## Spiele der uruguayischen Mannschaft

### Erste Runde
- Uruguay –  Niederlande 0:2 (0:1)

Stadion: Niedersachsenstadion (Hannover)
Zuschauer: 53.700
Schiedsrichter: Palotai (Ungarn)
Tore: 0:1 Rep (16.), 0:2 Rep (86.)
- Uruguay –  Bulgarien 1:1 (0:0)

Stadion: Niedersachsenstadion (Hannover)
Zuschauer: 12.000
Schiedsrichter: Taylor (England)
Tore: 0:1 Bonew (75.), 1:1 Pavoni (87.)
- Schweden –  Uruguay 3:0 (0:0)

Stadion: Rheinstadion (Düsseldorf)
Zuschauer: 27.100
Schiedsrichter: Linemayr (Österreich)
Tore: 1:0 Edström (46.), 2:0 Sandberg (74.), 3:0 Edström (77.)
Nach der Vorrunde waren sich alle Beobachter einig: Das beste Team in diesem Endrundenabschnitt waren (neben den Polen) die Niederländer um die beiden Johans, Cruyff und Neeskens. Gegen die abwehrstarken Schweden reichte es im zweiten Spiel der Gruppe III zwar nur zu einem 0:0, doch Uruguay (2:0) und Bulgarien (4:1) wurden souverän besiegt. Die Schweden glänzten vor allem beim 3:0-Erfolg gegen die Urus, die, immer noch angriffsschwach, nun auch noch in der Abwehr eklatante Schwächen offenbarten. Bulgarien schaffte immerhin gegen Schweden (0:0) und Uruguay (1:1) zwei Punkte. Zum Weiterkommen war das jedoch zu wenig.